# Chiesa di San Giorgio (Varese)
La chiesa di san Giorgio è una chiesa cattolica situata a Varese, in Lombardia, nel quartiere di Biumo Superiore.

## Storia
L’erezione della parrocchia di Biumo Superiore avvenne nel 1574, e dal XVI secolo la parrocchia di San Giorgio di Biumo Superiore è costantemente ricordata negli atti delle visite pastorali compiute dagli arcivescovi e dai delegati arcivescovili nella pieve di Varese.
All’inizio del Settecento fu ricostruita con una pianta ad un’unica aula con cappelle laterali ed abside semicircolare.
La decorazione interna è un importante esempio del gusto rococò. In particolare gli affreschi sono dovuti al quadraturista Giuseppe Baroffio e al pittore Pietro Antonio Magatti. La Gloria di s. Giorgio e la Madonna del Carmine consegna lo scapolare a s. Simone Stock sono rappresentati nel presbiterio e sulla volta, le Virtù nel catino absidale.